# 55 Pandora
Az 55 Pandora E-színképű kisbolygó a kisbolygó-övben. Searle G. fedezte föl 1858. szeptember 10-én és a görög mitológiabeli Pandóráról nevezte el. A Hungaria kisbolygóra jellemző típusú E-színképe van.

## Története
Infravörös spektruma alapján sorolták az E típusú színképpel rendelkező kisbolygók közé. Ide tartozik még a névadó 434 Hungaria mellett a 44 Nysa, a 3103 Eger, a 4483 Petofi, a 3940 Larion és a 3169 Ostro kisbolygó is.

## Külső hivatkozások
- Ásványtani változatosság a kicsit különböző E típusú kisbolygószínképek mögött.
- Kapcsolat az E típusú Apollo aszteroida, a 3103 (Eger), az ensztatit akondrit meteoritok és a Hungaria kisbolygók között.
- Az 55 Pandora kisbolygó adatai.